# Adsorpce

Brunauerův, Emmettův a Tellerův model (BET) vícevrstvé adsorpce znázorňuje náhodné rozložení adsorbovaných molekul na povrchu materiálu.

Adsorpce je proces, jehož principem je hromadění částic (atomů, molekul) plynu, kapaliny či pevné látky na povrchu (fázovém rozhraní) účinkem mezipovrchových přitažlivých sil. Může se jednat např. o hromadění plynné látky ze směsi plynů nebo rozpuštěné látky v kapalině (adsorbátu) na povrchu pevné látky (adsorbentu), nebo o hromadění jedné složky binární směsi na rozhraní kapalina--pára.
Rozlišují se dva druhy adsorpce:
1. fyzikální adsorpce – vzniká na základě Van der Waalsových přitažlivých sil,
2. chemisorpce – je pevnější než fyzikální adsorpce, je tvořena chemickými vazbami.

Průběh adsorpce je charakterizován adsorpční rovnováhou, která určuje maximální množství látky, které je za daných podmínek možné adsorbovat a rychlostí adsorpce (kinetikou), která určuje rychlost tohoto děje.

## Adsorpční rovnováha
Adsorpční rovnováha je popsána funkční závislostí naadsorbovaného množství na koncentraci, tedy adsorpčními izotermami nebo izobarami, podle toho zda proces probíhá za konstantní teploty nebo za konstantního tlaku. Častěji se používají adsorpční izotermy, z nichž nejjednodušší a nejznámější jsou Langmuirova a Freundlichova.

### Langmuirova adsorpční izoterma
Langmuir modeluje povrch adsorbentu jako inertní s konečným počtem adsorpčních center, která jsou všechna stejná a adsorpční teplo, které se při adsorpcích uvolňuje není závislé na adsorbovaném množství {\displaystyle a}. Z tohoto modelu odvozuje rovnici
{\displaystyle a={\frac {a_{\max }k_{L}p}{1+k_{L}p}}}
kde {\displaystyle a} je adsorbované množství na jednotku absorbentu, {\displaystyle a_{\max }} je maximální absorbovatelné množství, {\displaystyle k_{L}} je rovnovážná konstanta mezi adsorpcí a desorpcí a {\displaystyle p} je tlak plynu nad povrchem. Pro případ adsorpce z kapaliny se místo tlaku {\displaystyle p} v rovnici objeví koncentrace {\displaystyle c}.

### Freundlichova adsorpční izoterma
Freundlich modeluje povrch adsorbentu podobně, avšak adsorpční teplo je závislé na adsorbovaném množství {\displaystyle a}
{\displaystyle a=Kp^{\frac {1}{n}}}
kde {\displaystyle K} a {\displaystyle n} jsou konstanty a pro kapaliny se v rovnici opět objeví koncentrace místo tlaku.

## Rychlost adsorpce
Rychlost adsorpce se obvykle považuje za lineárně závislou na vzdálenosti od rovnováhy.
{\displaystyle {\frac {\mathrm {d} a}{\mathrm {d} t}}=k(a_{\mathrm {rov} }-a)}
kde {\displaystyle t} je čas a {\displaystyle k} je rychlostní konstanta.

## Desorpce
Po adsorpci je nutné adsorbent regenerovat opačným procesem - desorpcí, nebo adsorbent vyměnit. Desorpce probíhá za jiných podmínek, rovnováha je obrácena na druhou stranu a absorbovaná látka se naopak z pevného povrchu adsorbentu uvolňuje.

## Využití
Adsorpce se využívá v praxi například při odstraňovaní organických látek, těžkých kovů z odpadních i pitných vod, dehydratace plynů, v adsorpčních chladicích zařízeních aj. Jako adsorbent se používá aktivní uhlí (práškové, granulované), silikagel, zemědělské rostlinné odpady, zeolity atd.